# Палац Національного військового кола
Палац Національного військового кола, також відомий як Палац Офіцерського кола (рум. Cercul Militar Național), розташований на вулиці Костянтина Міле в Бухаресті, Румунія. Він був побудований у 1911 році за проектом головного архітектора Дімітріє Маймаролу у французькому неокласичному стилі. Бенефіціаром було Офіцерське коло Бухарестського військового гарнізону, засноване у 1876 році.

## Історія
Палац був побудований на місці старого монастиря Сариндар; фонтан перед палацом носить його ім'я. Будівництвом займалася команда на чолі з архітектором Маймаролу у співпраці з інженерами Ангелом Саліньї та Еліє Раду, разом з Полом Саліньї та Мірчею Раду; внутрішнім оздобленням керував архітектор Ернест Доно.
У 1916 році, під час німецької окупації Бухареста у Першої світової війни інтер'єри будівлі були спустошені. Після закінчення війни палац був офіційно відкритий у 1923 році. У комуністичний період назва була замінена на «Центральний будинок армії» (рум. Casa Centrală a Armatei). У 1989 році він був перейменований на «Національне військове коло» (рум. Cercul Militar Național).